# STS-106
STS-106 est la vingt-deuxième mission de la Navette spatiale Atlantis et la quatrième mission vers la Station spatiale internationale (ISS).

## Équipage
- Terrence W. Wilcutt (4), Commandant  États-Unis
- Scott D. Altman (2), Pilote  États-Unis
- Daniel C. Burbank (1), Spécialiste de mission  États-Unis
- Edward T. Lu (2), Spécialiste de mission  États-Unis
- Richard A. Mastracchio (1), Spécialiste de mission  États-Unis
- Youri Malenchenko (2), Spécialiste de mission  Russie
- Boris V. Morukov (1), Spécialiste de mission  Russie

Le chiffre entre parenthèses indique le nombre de vols spatiaux effectués par l'astronaute, STS-106 inclus.

## Paramètres de la mission
- Masse :
  - Navette au lancement : 115 259 kg
  - Navette à vide : 100 369 kg
  - Chargement : 10 219 kg
- Périgée : 375 km
- Apogée : 386 km
- Inclinaison : 51,6°
- Période : 92,2 min

### Amarrage à la station ISS
- Début : 10 septembre 2000, 05 h 51 min 25 s UTC
- Fin : 18 septembre 2000, 03 h 46 min 00 s UTC
- Temps d'amarrage : 7 jours, 21 heures, 54 minutes, 35 secondes

### Sorties dans l'espace
- Lu et Malenchenko  - EVA 1
- Début de EVA 1 : 11 septembre 2000 - 04h47 UTC
- Fin de EVA 1 : 11 septembre 2000 - 11h01 UTC
- Durée : 6 heures, 14 minutes

## Objectifs
Mission logistique vers l'ISS